# De Welvaart (Horn)
De Welvaart is een beltmolen aan de Molenweg in Horn (gemeente Leudal). De stenen molen is in 1865 gebouwd, op korte afstand van de molen De Hoop.
Bij de terugtrekking van de Duitse troepen aan het einde van de Tweede Wereldoorlog werden, net als in De Hoop, springladingen in de molen aangebracht, maar de Duitsers werden verrast door granaatvuur en konden hun taak niet voltooien. Hierdoor heeft de molen als een van de weinige molens in Limburg de oorlog zonder zware schade overleefd.
De Welvaart heeft tot einde van de jaren 50 van de twintigste eeuw gemalen. In 1970 kocht de gemeente de molen, om hem enkele jaren later te laten restaureren.
De Welvaart is uitgerust met 1 koppel maalstenen; het gevlucht heeft van Bussel-neuzen.
De molen is op de 1e en 3e zondag van de maand van 09:00 tot 13:00 uur te bezoeken.